# Павло (Тимофєєнков)
Єпископ Па́вло (Оле́г Па́влович Тимофєєнков; 31 березня 1963, Могильов, Білорусь) — архієрей Російської православної церкви, єпископ Молодечненський та Столпцовський.

## Життєпис
1970–1978 — навчався у с/ш № 9 міста Могильов.
1978–1981 — навчався у ДПТУ-58 будівників, отримав спеціальність електрозварника.
1982–1984 — відбував службу у большевицькій армії.
1984—1988 — працював у різних підприємствах міста Могильова штамповщиком, електромонтером, електриком.
1988–1991 — навчався у Могильовському училищі культури із кваліфікацією «клубний працівник, керівник самодіяльного хорового колективу».
До 1994 — працював викладачем естрадної гітари в 1-й Музичній школі м. Могильова, у музичній школі селища Кадіно Могильовського району, а також музикантом естрадного колективу у Могильовській обласній філармонії.
1993 — виконував послух паламаря у Покровському храмі села Вейно Могильовського району.
1994 — поступив до Мінської духовної семінарії.
4 липня 1997 — пострижений в чернецтво із нареченням імені Павло на честь апостола Павла єпископом Новогрудським та Лідським, намісником Успенського Жировичського монастиря, 12 липня цього ж року рукопокладений в ієродиякона.
1998 — закінчив Мінську духовну семінарію зі ступенем бакалавра богослов'я і поступив до Мінської духовної академії.
Протягом навчання ніс наступні адміністративні послухи: листопад 1996 — викладач і помічник інспектора, з 1999 — завідувач Регентської школи та старшого помічника інспектора.
20 червня 1999 — рукопокладений в сан ієромонаха.
15 червня 2000 — звільнений від посади старшого інспектора Мінської духовної семінарії.
2001 — закінчив Мінську духовну академію із вченим ступенем кандидата богослов'я. Продовжував працювати завідувачем Регентської школи при Мінській духовній семінарії.
25 серпня 2005 — призначений на посаду завідувача відділення заочного навчання Мінської духовної академії.
7 червня 2006 — зведений в сан ігумена.
4 лютого 2008 — призначений на посаду інспектора Мінських духовних академії та семінарії. Викладає пастирський етикет в академії та церковнослов'янську мову в регентському відділенні.
27 вересня 2012 — зведений в сан архімандрита.

## Архієрейство
23 жовтня 2014 — обраний єпископом новоствореної Молодечненської та Столбцовської єпархії.
11 листопада 2014 — наречений в єпископа Молодечненського та Столпцовського.
2 грудня 2014 — хіротонія в єпископа Молодечненського та Столбцовського.

## Нагороди
- набедренник (9 січня 2000)
- наперсний хрест (2 травня 2003)
- палиця (4 лютого 2008)
- наперсний хрест з прикрасами (12 лютого 2009)